# Six et demi onze
Six et demi onze è un film muto del 1927 diretto da Jean Epstein.

## Trama
Jean de Ners abita insieme al fratello Jérôme, medico. Un giorno, lasciando il fratello nella costernazione,  lascia la casa senza più dare proprie notizie: egli si è stabilito in una lussuosa villa con l’amata Marie, e trascorre con lei un idillio in spensieratezza. Jean sostiene ingenti spese in oggetti di valore, fra i quali una macchina fotografica con la quale ritrae la donna, ed in intrattenimenti mondani, ad uno dei quali la coppia incontra il ballerino Harry Gold, un conoscente di Marie.
Un mattino Marie sparisce dalla villa, senza lasciare tracce: è insieme ad Harry, col quale ella adesso usa accompagnarsi.
Tempo dopo Jean, nella villa, sopraffatto dal dolore, dopo aver vergato un breve scritto in cui dichiara il proprio amore per la donna che lo ha abbandonato (senza farne il nome), e le proprie scuse al fratello, si uccide.
Marie e Harry si esibiscono ora con successo in teatro, come ballerini: dopo lo spettacolo lei ha un malore, e viene chiamato un medico. Quando Marie, ripresasi, apprende che il medico era Jérôme, non esita a fargli visita all’ospedale nel quale lavora: fra i due nasce istantaneamente una relazione, con gran disappunto di Harry.
Jérôme riceve una avviso dalla polizia, dal quale apprende del suicidio del fratello avvenuto qualche mese prima, e che gli effetti personali del congiunto defunto sono a sua disposizione. Anche Marie legge l’avviso, e si rende conto della situazione. I due raggiungono la villa: trovano la lettera di addio di Jean ed il suo apparecchio fotografico. La notte, Jérôme, chiusosi in una improvvisata camera oscura, sviluppa i negativi e scopre che l’amante di Jean, che ne ha causato il suicidio, non è altri che la sempre più nervosa Marie.
Il mattino dopo Harry fa visita a Marie inferma, soggetta ad un tracollo nervoso, costretta a letto ed accudita da Jérôme, che ha modo quindi rendersi conto di quest’altra relazione amorosa della donna, di cui non era a conoscenza.
Jérôme, inizialmente disposto all’accondiscendenza, abbandona quindi la convalescente, e lo stesso farà quando Marie, ritornata alla carriera teatrale, inscenerà spettacoli di beneficenza nel suo ospedale.